# Madrugada (banda)
Madrugada es una banda noruega de rock originaria de Stokmarknes, Noruega.

## Historia
Madrugada fue formada en 1990 por el vocalista Sivert Høyem, el guitarrista Robert Burås, el bajista Frode Jacobsen y el batería Jon Lauvland Pettersen, que dejó la banda en 2002, siendo reemplazado por Simen Vangen.
La banda noruega publicó cinco discos de estudio y uno en directo, y ganó tres premios Spellemann por el disco The Deep End en 2005 (Mejor disco de rock, Mejor canción y Spellemann del año).
Tras la muerte de Burås en julio de 2007, Madrugada decidió disolverse, no sin antes publicar un disco homónimo (Madrugada) en febrero de 2008; este fue grabado antes de la muerte del guitarrista, y realizar una gira de despedida que finalizó en noviembre de ese año. Su último show fue el 15 de noviembre de 2008.
Madrugada anunció su reunión en 2018, dando más veinte conciertos y apariciones en festivales en 2019.
En 2019 grabaron la canción "Half-Light" para la película "Amundsen" del director Espen Sandberg

## Origen del nombre
El término Madrugada proviene del español, y se refiere al período de tiempo que antecede al de la mañana. El nombre fue sugerido a esta banda por su amigo poeta y escritor Øystein Wingaard Wolf.

## Miembros
| Miembros actuales - Sivert Høyem – voces (1993–2008, 2018–presente) - Frode Jacobsen – bajo (1993–2008, 2018–presente) - Jon Lauvland Pettersen – batería (1993–2002, 2018–presente) Miembros anteriores - Marius Johansen – guitarras (1993–1995) - Robert Burås – guitarras (1993–2007, fallecido en 2007) - Simen Vangen – batería (2002–2005) - Erland Dahlen – batería (2005–2008) | Miembros de apoyo - Mikael Lindqvist – piano, teclados (2006–2008) - Fredrik Viklund – guitarras, teclados (2005–2006) - Alex Kloster Jensen – guitarras (2008) - Cato Thomassen – guitarras, teclados (2008, 2019) - Christer Knutsen – guitarras, teclados (2019) |

## Discografía

### Álbumes de estudio
- 1999: "Industrial Silence" (Virgin Records)
- 2001: "The Nightly Disease" (Virgin Records)
- 2002: "Grit" (Virgin Records)
- 2005: "The Deep End" (EMI Records, Virgin Records)
- 2008: "Madrugada" (Malabar Recording Company, EMI Records, Virgin Records)
- 2022: "Chimes at Midnight" (lanzado por el mismo grupo)

### EP y recopilatorios
- "Madrugada EP" (1998)
- "New Depression EP" (1999)
- "Electric" (2000)
- "Higher EP" (2000)
- "Hands Up - I Love You" (2001)
- "A Deadend Mind" (2001)
- "Ready" (2002)
- "Live at Tralfamadore" (2005)
- "The Best of Madrugada" (2010)

### Sencillos
- "Beautyproof" (2000)
- "Majesty" (2003)
- "The Kids are on High Street" (2005)
- "Lift Me" [Feat. Ane Brun] (2005)
- "Look Away Lucifer" (2008)
- "What's On Your Mind?" (2008)
- "Half-Light" (2019)